# Општина Воињаса (Валча)
Воињаса (рум. Voineasa) општина је у Румунији у округу Валча.
Oпштина се налази на надморској висини од 745 m.